# Karel Schwarzenberg
Karel Schwarzenberg (n. 10 decembrie 1937, Praga, Cehoslovacia – d. 12 noiembrie 2023, Viena, Austria) a fost ministru de externe al Republicii Cehe între anii 2007-2009, respectiv 2010-2013.

## Originea și studiile
Karel Schwarzenberg, descendent al familiei Schwarzenberg, a trăit timp de 41 de ani în exil, în special în Austria, Germania și Elveția. În 1948, după instaurarea regimului comunist în Cehoslovacia, a emigrat în Austria împreună cu familia. A studiat dreptul la Viena și Graz și științele forestiere la München.

## Activitatea politică
În anii 1980 a sprijinit disidenții din Cehoslovacia, între care pe vechiul său prieten Václav Havel. Schwarzenberg a fost în perioada respectivă președinte al Comitetului Helsinki pentru Drepturile Omului.
S-a întors în Cehia în timpul Revoluției de catifea din 1989. A fost un colaborator apropiat al lui Václav Havel, care l-a considerat drept „european, patriot și gentleman”. În data de 10 iulie 1990 a devenit șeful cancelariei prezidențiale a lui Václav Havel.
În 2005, în calitate de senator ceh, a fost expulzat din Cuba de regimul Fidel Castro, pe motiv că a intenționat să se întâlnească cu disidenții.
A ocupat funcția de ministru de externe în perioada 2007-2009, cu un nou mandat din 2010.
În momentul primei sale nominalizări în funcția de ministru de externe, originea sa germană, precum și legăturile sale cu Austria vecină l-au determinat pe președintele Václav Klaus să îi pună la îndoială loialitatea. El a replicat că prejudecățile în privința lui sunt „idioate”.
În 2007 a intrat într-un conflict diplomatic cu Viena, după ce i-a criticat pe militanții împotriva energiei atomice din Austria, care organizau blocaje la posturile de frontieră dintre cele două țări în semn de protest față de centrala nucleară cehă de la Temelin.
Un an mai târziu a evocat posibilitatea de a-l provoca la duel pe președintele francez de atunci Nicolas Sarkozy, "la ora 5 dimineața în pădurea Boulogne, cu doi martori îmbrăcați în negru", în cazul în care acesta din urmă "ar suspecta Praga că vrea să saboteze președinția europeană" în primul semestru al lui 2009.
Karel Schwarzenberg a fost un proeuropean convins, susținând o Uniune Europeană solidară. În opinia lui, intenția de a face distincția între "vechea" și "noua" Europă ar fi condus la "distrugerea muncii depuse de Jean Monnet", economist și diplomat francez, care a fost unul dintre părinții fondatori ai construcției europene după cel de-al Doilea Război Mondial.

## Varia
Karel Schwarzenberg a fost descendentul direct al lui Karl Borromäus Schwarzenberg, guvernator al Transilvaniei între 1851-1858, cu sediul la Sibiu.